# Арбогаст Страсбургский
Арбогаст (нем. Arbogast von Straßburg; умер в 678 году) — святой, почитаемый Римско-католической Церковью (день памяти — 21 июля), и местночтимый святой Берлинской и Германской епархии РПЦ МП (день памяти — 3 августа). Епископ Страсбурга (до 678).

## Предание
Жизнеописание святого Арбогаста Страсбургского, основанное в основном на легендах и преданиях, содержит очень противоречивые сведения. Существует две версии происхождения святого Арбогаста: по одной из них он родился в Ирландии (или Шотландии) и был наречен именем Arascach, по другой — его родиной являлась Южная Франция. Вероятно, примерно в 550 году он прибыл в Эльзас в качестве христианского миссионера и поселился в лесной местности под Хагенау (Hagenau).
Согласно житию святого, когда во время охоты на кабана погиб сын короля Дагоберта II (676—679), Арбогаст воскресил его силой своей молитвы. Благодарный король назначил христианского подвижника епископом Страсбурга, вместо скончавшегося епископа Солария. Новый епископ построил несколько церквей и монастырей, заботился о процветании города и расширении сферы его влияния. Именно эти годы его жизни принесли святому прижизненное почитание народа. Церковь считает Арбогаста основным распространителем христианства в Эльзасе. Предания повествуют о многих чудесах, сотворённых святым Арбогастом: например, ему приписывают хождение через реку по воде, многочисленные исцеления больных, изгнания демонов и умиротворение враждующих.
Святой Арбогаст скончался в Страсбурге в 678 году. Позже, у городских ворот основывается новый монастырь в честь его имени. Преемником Арбогаста в Страсбургской епархии стал святой епископ Флорентий.

## Покровительство
К помощи святого Арбогаста верующие христиане прибегают и в наши дни. Он помогает при болезнях ног, усталости и депрессиях. В то же время святой является покровителем Страсбурга и епархии, а также нескольких других населённых пунктов (Rufach, Muttenz, Oberwinterthur).

## Паломничество
В католической церкви память святого Арбогаста празднуется 21 июля. В этот день сотни паломников приходит помолиться в кафедральный собор Страсбурга и в монастыри, где хранятся его мощи: Сурбург (Surburg) под Хагенау и Святого Арбогаста у Страсбурга.
С 2006 года к реликвиям святого епископа началось паломничество православных верующих из Германии, где Аргобаст стал почитаться как местночтимый святой Берлинской и Германской епархии РПЦ МП. Православные паломники чтут святого 3 августа.